# Файзабад (посёлок)
Файзабад (тадж. Файзобод, перс. فيض‌آباد‎) — посёлок городского типа (с 2000), административный центр Файзабадского района республиканского подчинения Республики Таджикистан.

## География
Файзабад расположен в Раштской долине, в 50 км восточнее города Душанбе.

## Население
Население по оценке на 1 января 2015 года составляет 9400 человек. Большинство населения составляют таджики.
| 2019   | 2020   | 2021   | 2022   |
| ------ | ------ | ------ | ------ |
| 10 300 | 10 400 | 12 200 | 12 300 |

## История
Древняя история
Первое упоминание Файзабада, известного до XV века под названием «Wēšgird», в источниках содержится в «Авесте» — священной книге зороастрийцев, где его название приводится в форме «Vaesa.krta-».
В «Шахнаме» Фирдоуси он упоминается в форме Виса (перс. ویسه‎), Висагирд (перс. ویسه گرد‎) или Висаган (перс. ویسه گان‎) в связи с событиями, происходившими во времена царя Афрасиаба. Название связывают с именем Пирана Виса — везира царя Афрасиаба.
В согдийских документах из замка на горе Муг (начало VIII века), город упоминается в форме Вашгирт или Вашкирд, а в «Худуд ал-'алам» — в форме «Wēškird» (перс. ویشکرد‎).
По некоторым данным, в первой половине VII века Вашгирд был столицей одного из округов Хутталана. По данным китайской исторической хроники «Таншу», город У-ше-ке, то есть Вашгирд, был административным центром округа Хю-ми, то есть Кумед, относившимся к Хутталану.
В IX веке Вашгирд был самым крупным пограничным городом мусульман, имевшим обширную область (араб. بلد‎ — «балад»), в которой было около 700 укреплений (араб. حصن‎ — «хисн»). Расстояние от него до Туркестана составляло всего 4 фарсаха, поэтому жители Вашгирда постоянно воевали с тюрками.
Вашгирд представлял собой особую область Тохаристана, отдельную от Саганийана и Хутталана. Сам город Вашгирд был расположен среди гор на расстоянии четырёх дней пути от Рашта и трёх дней пути от столицы Саганийана.
На границе области Вашгирда с хутталанским городом Тамлийат протекала река Вахшаб (перс. وخشاب‎), через которую в средние века был перекинут так называемый «Каменный мост» (перс. پل سنگین‎ — тадж. Пули Сангин), соединявший Вашгирд с Хутталаном.
Этот мост существовал ещё в эпоху Александра Македонского и упоминается в античных источниках. Расстояние от Каменного моста до Вашгирда в средние века составляло 2 дня пути.
В X веке город Вашгирд по своим размерам был больше Шумана и примерно равен Термезу. Город был расположен в местности между горами и степью, где постоянно дул ветер. Здесь имелись месторождения «джамаспа», то есть аметиста, которые были сосредоточены в долине реки Рамруд (перс. رامرود‎ — ныне Рамит).
В XII веке в Вашгирде были знаменитые рабаты, удивительные памятники древности с буквами алфавита, употреблявшимися здесь в начале принятия ислама и на которых писались книги. В Вашгирд приезжали люди из разных стран и здесь слагались самые утонченные стихи.
В.В. Бартольд локализовал Вашгирд на месте Файзабада, а А.М. Беленицкий отождествил с ним городище Калаи-Сангин или Талли-Возджур, расположенное на берегу реки Илак у кишлака Сари-Мазар недалеко от Файзабада.
Городище занимает площадь около 80 га и самые нижние его культурные слои относятся к античному времени, о чём свидетельствует также геометрически прямолинейная планировка городища.
Цитадель и шахристан были окружены мощными крепостными стенами и рвом. С восточной стороны к городищу примыкают многочисленные отдельно стоящие холмы, в которых усматриваются остатки «знаменитых рабатов», упомянутых в XII веке Абу Са‘д ас-Сам‘ани, и «семьсот укреплений», упомянутых в IX веке ал-Йа’куби.
Около городища Калаи-Сангин находится огромное средневековое кладбище, в котором расположен мазар святого Ходжа Абу Абд ар-Рахмана Хатама ибн 'Унвана ал-Асамма.
Гробница Хатама ал-Асамма, известного балхского суфия IX века, упоминается в источниках XVII века. Он был учеником знаменитого балхского суфия Шакика Балхи, также умершего в Вашгирде в 852 году. Могила Шакика Балхи была известна в Вашгирде в X веке. Но впоследствии Шакик Балхи был перезахоронен в Балхе.
Новейшая история
Файзабадский район образован 14 июня 1931 года Постановлением №32 ЦИК Таджикской ССР, подписанным Председателем ЦИК Таджикской ССР Нусратулло Махсумом и секретарем ЦИК А. Зиннатшоевым, из сельских общин Гумбулак, Худжамард, Дубеда, Дехишох, Шолипая, Норак, Чакали, Мехроджи и Яккабед, ранее входивших в состав Янгибазарского района. Районным центром было определено и признано селение Дарагиян.
В январе 1963 года Файзабадский район вошёл в состав Орджоникдзеабадского района. Вновь статус отдельной административной единицы — район республиканского подчинения Таджикской ССР — для Файзабадского района был восстановлен в январе 1969 года. Одновременно, районный центр — cеление Даррагиян было переименовано и названо Файзабад (тадж. Файзобод).
Постановлением Маджлиси Милли Маджлиси Оли Республики Таджикистан от 29 мая 2000 года селение Файзабад получило статус посёлка городского типа.